# M*A*S*H (videojuego)
M*A*S*H es un videojuego publicado en 1983 por la empresa 20th Century Fox para la consola Atari 2600. El objetivo es rescatar a las personas heridas que se encuentran en la parte derecha de la pantalla con helicópteros y llevarlas a las tiendas de campaña que se encuentran a la izquierda de la zona de juego.